# Orsócsont

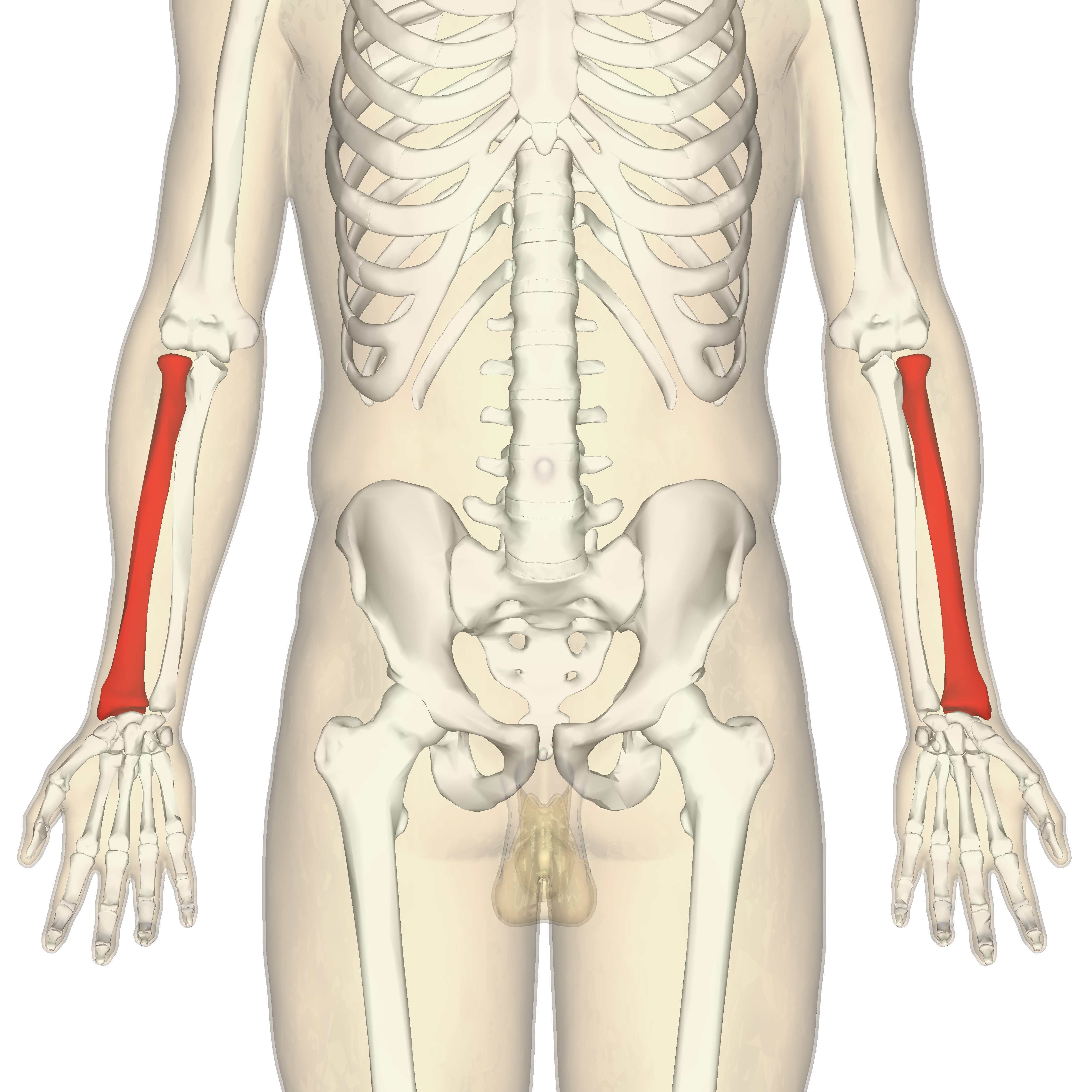
A két orsócsont

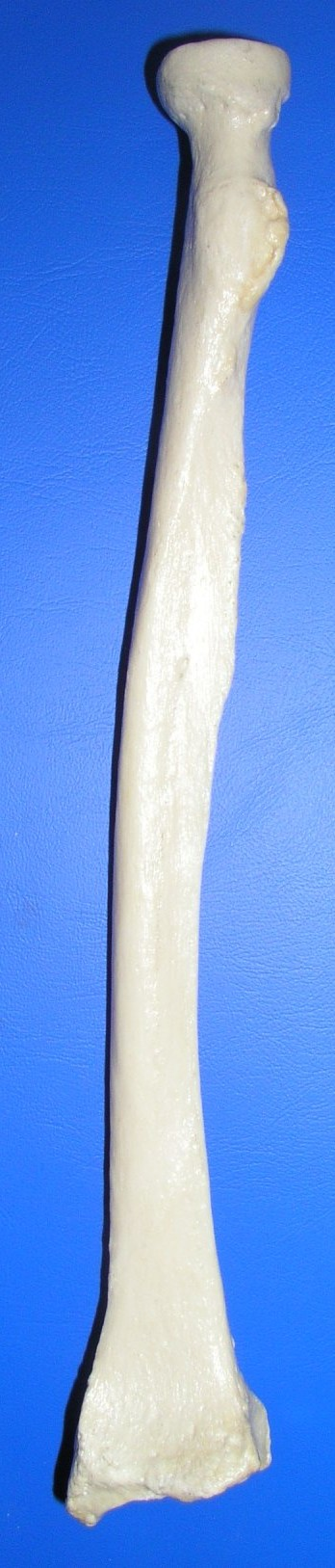
elölnézetből

Az orsócsont (radius) egyike a két hosszú csöves csontnak az alkarban (a másik a singcsont (ulna)). A könyök lateralis (hüvelykujj felőli) oldalán található.

## Szerkezete
Található rajta néhány fontos dudor és kiemelkedés mely az izmoknak biztosít tapadási helyeket.